# 신철원초등학교
신철원초등학교는 대한민국 강원특별자치도 철원군에 있는 초등학교다.

## 학교 연혁
- 1954년 6월 30일 갈말국민학교로 개교
- 1958년 1월 13일 신철원국민학교 개명
- 1959년 3월 30일 용화분교 1학급 설치 인가
- 1987년 2월 26일 병설유치원 설립 인가
- 1987년 3월 3일 농촌형 급식 학교 지정
- 1996년 3월 1일 신철원초등학교 개칭
- 1998년 2월 28일 용화분교장 폐교
- 1999년 3월 13일 구강보건실 설치
- 2012년 3월 1일 강포초등학교 통폐합
- 2013년 11월 22일 학교공연장 준공 완료
- 2013년 12월 20일 교원사택(14채) 준공 완료
- 2016년 2월 5일 제62회 졸업(총 8905명)
- 2016년 3월 1일 제29대 임남호 교장 부임